# Ruggiero Ricci
Ruggiero Ricci (ur. 24 lipca 1918 w San Bruno, Kalifornia, zm. 6 sierpnia 2012 w Palm Springs, Kalifornia) – amerykański wirtuoz skrzypiec znany z brawurowych wykonań utworów Paganiniego.

## Życiorys
Urodzony jako Wodrow Wilson Rich wychowywał się w San Francisco, w rodzinie włoskich imigrantów. Był trzecim z siedmiorga dzieci Pietro Ricci, robotnika i muzyka amatora, którego ambicją było, by wszystkie jego dzieci grały zarobkowo na jakimś instrumencie. Brat Ruggiera, Giorgio (1923–2010), był wiolonczelistą, siostra Emma – skrzypaczką w Metropolitan Opera w Nowym Jorku.

### Edukacja
Mając 6 lat Ricci rozpoczął naukę gry na skrzypcach, początkowo u Elizabeth Lackey, asystentki Louisa Persingera, ale już rok później maestro Persinger zaczął osobiście go nauczać. Debiutował w San Francisco w 1928, w wieku zaledwie 10 lat, grając utwory Wieniawskiego, Saint-Saënsa i Vieuxtempsa z akompaniamentem swojego nauczyciela Louisa Persingera. Publiczność była zachwycona jego występem i okrzyknęła go cudownym dzieckiem. Rok później zagrał w Nowym Jorku Koncert skrzypcowy e-moll Mendelssohna z towarzyszeniem Manhattan Symphony Orchestra. Był to jego debiutancki występ z orkiestrą, zakończony owacją na stojąco.
W 1929 wyjechał do Berlina, by z rekomendacji Fritza Kreislera studiować u Georga Kulenkampffa. Trzy lata później odbył swoje pierwsze tournée po Europie, koncertując w Londynie, Paryżu, Berlinie, Wiedniu, Rzymie i w Skandynawii. Następnie studiował u Michela Piastro, Paula Stassevitcha (1933–1937) i ponownie u Persingera, co ostatecznie ukształtowało jego artystyczne emploi - skrzypka specjalizującego się w wirtuozowskim repertuarze romantycznym, głównie utworach Paganiniego.

### Kariera artystyczna
W czasie II wojny światowej Ricci służył w Siłach Powietrznych Armii Stanów Zjednoczonych występując dla żołnierzy. Wobec częstego braku pianina, wyspecjalizował się w koncertowaniu bez akompaniamentu. Wykonywany w ten sposób repertuar – od Bacha poprzez Paganiniego do Bartóka – stał się później jego znakiem rozpoznawczym. Krótko po wojnie wystąpił w Nowym Jorku z recitalem solowym (bez towarzyszenia akompaniamentu), co w owym czasie było rzadkością i wywołało duże zainteresowanie. W 1947 jako pierwszy nagrał wszystkie 24 kaprysy op. 1 Paganiniego na skrzypce solo. W marcu 1954 wykonał pełny koncert bez akompaniamentu w londyńskim Wigmore Hall.
W ciągu 70 lat swojej kariery artystycznej Ricci dał ponad 5 tysięcy koncertów w 65 krajach. Jego dyskografia zawiera ponad 500 pozycji nagranych dla większości liczących się wytwórni płytowych. Dał amerykańską premierę Koncertu skrzypcowego d-moll i Koncertu skrzypcowego e-moll Paganiniego, jego repertuar obejmował około 50 koncertów skrzypcowych, w tym kilka którym dał premierowe wykonania, m.in. koncert Alberto Ginastery (pod dyrekcją Leonarda Bernsteina) i koncert Gottfrieda von Einema (pod dyrekcją Seijiego Ozawy). Jego ostatni publiczny występ miał miejsce w 2003 w Smithsonian Institution w Waszyngtonie. Ricci przeszedł na emeryturę w wieku 85 lat. Nie zaprzestał jednak działalności pedagogicznej.

### Działalność pedagogiczna
Jako pedagog muzyczny Ricci prowadził klasę skrzypiec w Indiana University, nowojorskiej Juilliard School i University of Michigan. Nauczał także na Uniwersytecie Mozarteum w Salzburgu i pomimo podeszłego wieku wciąż prowadził prywatne kursy mistrzowskie w Stanach Zjednoczonych i Europie. Publikował także poradniki i artykuły z zakresu techniki gry na skrzypcach: Left-Hand Violin Technique (2000), Ricci on Glissando: The Shortcut to Violin Technique (2007)

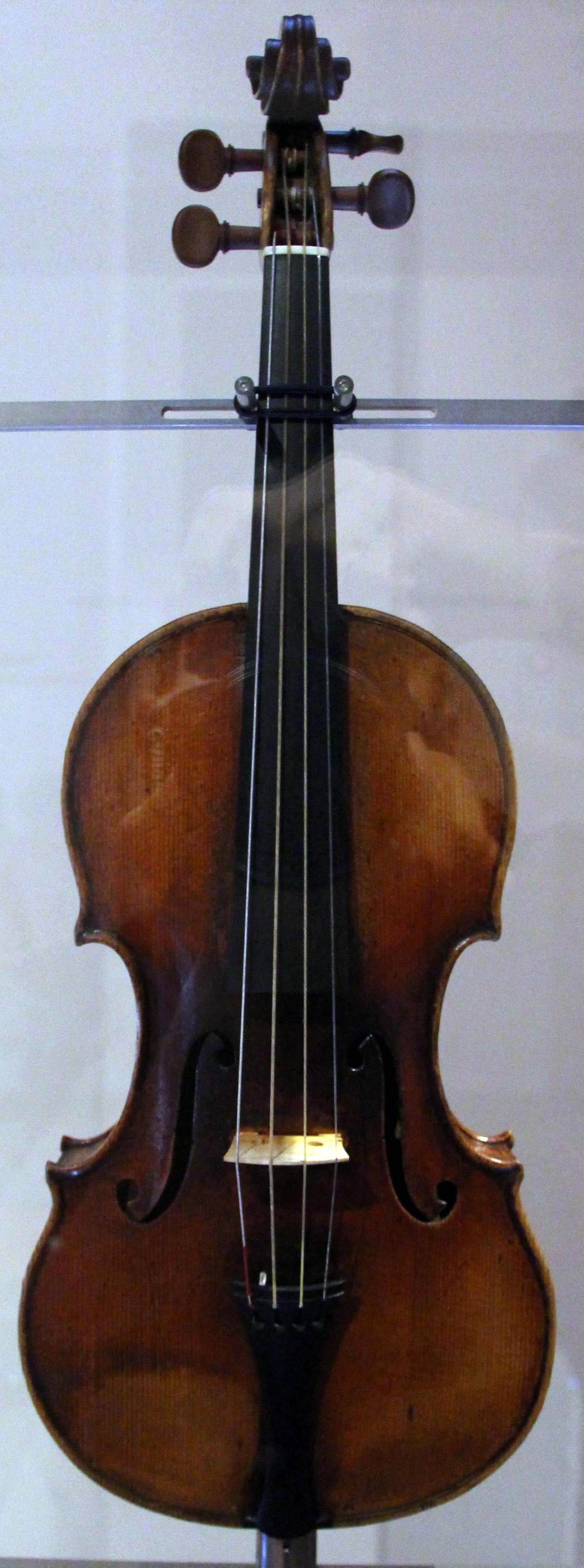
Bartolomeo Giuseppe Guarneri 'del Gesù', Cremona, 1743, the „Il Cannone, Paganini”

### Życie prywatne
Rodzice początkowo nazwali go Woodrow Wilson Rich, ale później zmienili mu imię i nazwisko na brzmiące bardziej po włosku (Ruggiero Ricci), uważając, że lepiej pasuje ono do muzycznie uzdolnionego cudownego dziecka. Jednak przez całe życie Ricci używał imienia Rodger.
Ricci był trzykrotnie żonaty. Pierwszą żoną była skrzypaczka Ruth Rink (od 1942, rozwód), drugą argentyńska aktorka Valma Rodriguez (od 1957, rozwód), trzecią Julią Whitehurst Clemenceau (od 1978 do jego śmierci). Miał pięcioro dzieci (dwóch synów i trzy córki) z dwóch pierwszych małżeństw.
Ruggiero Ricci zmarł 6 sierpnia 2012 w swoim kalifornijskim domu w Palm Springs. Przyczyną śmierci był zawał serca. Miał 94 lata.

## Instrumenty
Ricci posiadał wiele lutniczych instrumentów. Najcenniejszym, stanowiącym jego własność w latach 1956–1999 był Guarneri z 1731, w przeszłości należący do Hubermana (Bartolomeo Giuseppe Guarneri 'del Gesù', Cremona, 1731, „Gibson, Huberman”). Na podstawie tych skrzypiec w 1959 została wykonana kopia, którą Ricci zamówił u australijskiego lutnika Arthura Smitha. Kopię tę zwaną Arthur Edward Smith, Sydney, 1959 Ricci podarował w latach 60. swojej wieloletniej przyjaciółce – skrzypaczce Camilli Wicks. 
Ricci posiadał także skrzypce Storioniego z 1779 (Lorenzo Storioni, Cremona, 1779), na których w 1981 dokonał słynnego nagrania wszystkich sonat i partii na skrzypce solo Johanna Sebastiana Bacha. 
Gdy 18 września 1997 Ricci po raz czwarty nagrywał wszystkie Kaprysy Paganiniego, grał na Guarnerim z 1743 należącym do Paganiniego w latach 1799–1840 (Bartolomeo Giuseppe Guarneri 'del Gesù', Cremona, 1743, the „Il Cannone, Paganini”), wypożyczonym Ricciemu przez City of Genoa.
Ricci był również właścicielem instrumentów wykonanych przez współczesnych lutników takich jak: Luiz Bellini, Joseph Curtin i Gregg Alf, David Bague oraz  Roberto Regazzi.